# Friedrich Hilble
Friedrich Hilble (né le 10 juin 1881 et mort le 4 juin 1937) est un fonctionnaire et conseiller municipal munichois.

## Biographie
Friedrich Hilble, fonctionnaire municipal depuis 1917, dirige jusqu'à sa mort en 1937 le bureau de l'aide sociale de la ville de Munich. Bien avant la prise du pouvoir des nazis en 1933, Hilble est déjà partisan du travail obligatoire pour les chômeurs, comme de restrictions de l'aide sociale, en particulier envers ceux qu'il considère comme asociaux et parasites. Il s'engage également pour la discrimination des Juifs de l'aide sociale, et sollicite pour ses collaborateurs une formation en « culture des races » et « idéologie nazie ». Lui-même n'est pas adhérent du parti nazi; mais membre du secours populaire national-socialiste. Pendant la République de Weimar, il est adhérent du parti populaire bavarois.
L'office de Hilble est le premier à proposer d'interner chômeurs et allocataires de l'aide sociale au camp de concentration de Dachau, « afin de les décourager et marginaliser ». Hilble écrit à ce sujet en 1937 : 

« Afin de garantir à l'avenir le placement au travail des assistés,  les communes […] devront appliquer les méthodes que nous avons employées ces dernières années, et qui ne requièrent pas de grande dépense de la part des bureaux de l'emploi, et en particulier auprès des prétendus cas désespérés. Ces méthodes s'appellent : Travail obligatoire, travail de bienfaisance, détention de soutien lorsque l'on refuse de travailler, et les procédures les plus fermes contre les TIRE-AU-FLANC, FAINEANTS, et autres arnaqueurs de pension alimentaire. Dans l'état actuel des choses, il ne sera pas possible de renoncer à de telles institutions, qui ont pour mission de faire travailler ceux qui soi-disant ne peuvent travailler, et qui ne souhaitent pas travailler. »

— Friedrich Hilble, Der Gemeindetag. Zeitschrift für deutsche Gemeindepolitik, 15 février 1937.
Dès 1934, et suivant en cela l'exemple pionnier du bureau d'aide sociale de la ville de Munich, il est donc possible d'interner au camp de Dachau les allocataires « réfractaires au travail ». Hilble incarne alors ce « dérapage insidieux de l'aide sociale vers le chenal national ». Selon la chercheuse en sciences politiques Claudia Brunner, il est « le type même du fonctionnaire allemand méticuleux et respectueux de son devoir », dont « les mérites résident dans l'accomplissement cruel des idées nazies »  et la « loyauté inconditionnelle envers un régime inhumain ». 

## Rue Hilble

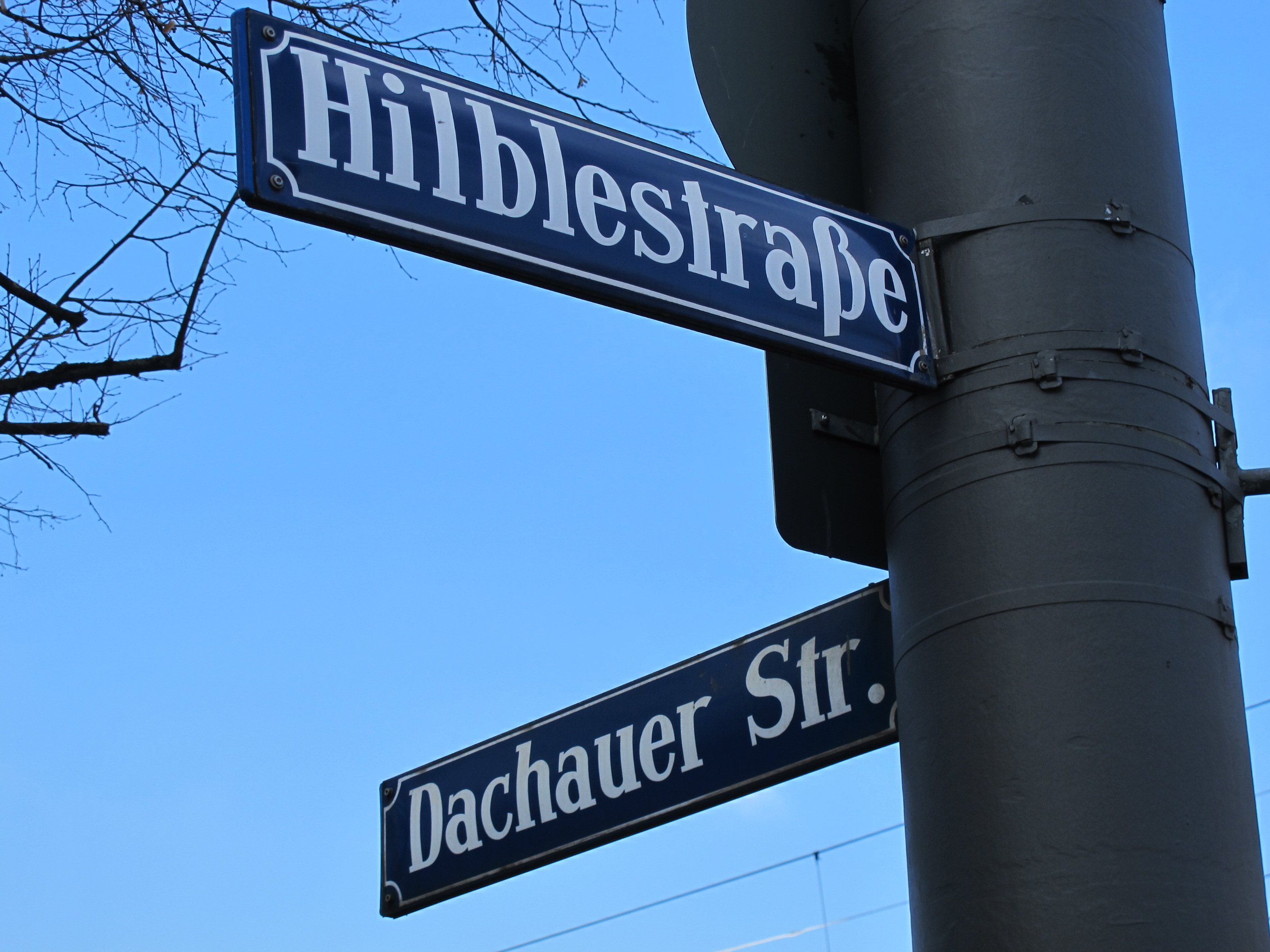
Plaque de rue au nom de Hilble, à Munich, près de la Dachauer Straße

Une rue Hilble est inaugurée en 1956, dans le quartier de Neuhausen-Nymphenburg, à Munich, sur le terrain d'une ancienne caserne. Le choix de Hilble est officiellement motivé par "sa décision d'ériger une maison de retraite, en tant que directeur méritant du bureau d'aide sociale de la ville de Munich" (Il s'agit de l'hospice St. Joseph, devenu depuis propriété de la société Münchenstitftung.
L'ouvrage Von der „Aiblingerstraße“ bis „Zum Künstlerhof“, qui détaille les noms de rues du quartier et leur origine, paraît en 2012. Il indique à propos de la rue Hilble: «  Il est proprement incompréhensible qu'une rue reçoive le nom d'un homme qui a soutenu et inscrit dans les faits le système nazi et son antisémitisme, et ce quelque dix années après la fin de la dictature nazie. » La société éditrice de l'ouvrage met en demeure la ville de « mettre fin à cette situation insupportable. » La commission d'arrondissement de Neuhausen-Nymphenburg demande alors au conseil municipal une vérification. La commission communale décide cependant de surseoir à toute décision de modification, en attendant le rapport de l'université Ludwig-Maximilian, qui est depuis 2010 chargée par la ville d'enquêter sur le rôle et l'implication des fonctionnaires municipaux dans le troisième Reich. La publication de ce rapport est attendue dans les quinze prochaines années.
La rue Hilble est au centre du projet artistique de la peintre Konstance Sailer, Memory Gaps – Erinnerungslücken. Elle souligne « le mauvais goût technico-administratif » qui fait de la rue Hilble une rue perpendiculaire de la Dachauer Straße, la rue de Dachau. Dans le cadre de son projet, l'artiste a temporairement renommé la rue Hilble « rue Henriette Rotkirch » d'après le nom de la résistante juive assassinée à Bernburg